# Alice Soares
Alice Soares (Uruguayana, 17 de julio de 1917 — Porto Alegre, 21 de marzo de 2005) fue una pintora, y diseñadora brasileña.

## Trayectoria
Su contacto con el arte, comenzó en la infancia, alentada por sus padres, que le traían papel y bocetos como distracción. Se diplomó en pintura en 1943, y en la especialidad de escultura en 1945, por el "Instituto de Artes" de la Universidad Federal de Rio Grande do Sul (UFRGS). En ese mismo año de su graduación, comenzó a enseñar en el Instituto de Artes y, en abril de 1980 recibió el título de "profesora emérita" de la UFRGS. 
La búsqueda de la mejora fue un objetivo constante en la trayectoria de esta diseñadora y pintora. Realizó un curso de cerámica con Wilbur Olmedo, grabado en metal con Iberê Camargo, y otro curso con Horácio Juárez, en Buenos Aires. Participó de la 1ª Bienal de São Paulo a inicio de los años 1950, y realizó muestras individuales de pinturas y de diseños en el Museo de Arte de Rio Grande do Sul, en 1959. Participó de salones, y conquistó varios premios.  
En la mayor parte de su vida, trabajó en el estudio que compartía con su amiga, también pintora Alice Brueggemann. En más de 60 años de dedicación al arte, "las niñas" fueron el tema constante de su obra. 

## Reconocimientos
En 2003, Alice Soares recibió el Premio Líderes & Vencedores, en la categoría Expresión Cultural, ofrecido por la Asamblea Legislativa de Rio Grande do Sul.

## Publicaciones
- alice Brueggemann, alice Soares, cristina Barth Moré, marisa Veeck, ana Albani de Carvalho, blanca Brites. 1998. Alice Brueggemann & Alice Soares. Editor Galería de Arte Mosaico, 64 pp.